# Joaquim José dos Mártires de Santa Marta do Vadre de Mesquita e Melo
Joaquim José dos Mártires de Santa Marta do Vadre de Mesquita e Melo (Lisboa, São Sebastião da Pedreira, 27/28 de Outubro de 1806 - Santarém, Marvila, 4 de Janeiro de 1863), 2.º Visconde de Andaluz, foi um político português.

## Biografia
Filho de José Germano de Santa Marta de Mesquita e Melo (Santarém, São Vicente do Paul, c. 1770 - ?), Desembargador dos Agravos da Casa da Suplicação, Fidalgo da Casa Real e Cavaleiro da Ordem de Cristo, e de sua mulher Antónia do Vadre de Almeida Castelo Branco (Lisboa, Benfica, c. 1770 - Lisboa, Coração de Jesus, 24 de Maio de 1822), descendente de Holandeses e irmã da mulher do 1.º Barão de Andaluz e 1.º Visconde de Andaluz.
Casou primeira vez a 29 de Dezembro de 1824 com Maria de Jesus de Sousa Belo Lobo da Mota (1 de Janeiro de 1810 - 24 de Março de 1863), filha de António Franco de Sousa Belo e de sua mulher Leocádia Carolina Lobo da Mota Pereira (Torres Novas, Santa Maria, bap. 19 de Maio de 1795 - ?), e casou segunda vez com Maria da Conceição da Silva Vouga (c. 1820 - Agosto de 1876 / Março de 1916), filha de Constantino Vouga, abastado Proprietário de Alcanede, Santarém, e de sua mulher Gertrudes Maria Torres (Santarém, Amiais de Baixo - ?).
Foi Fidalgo da Casa Real.
O título de 2.º Visconde de Andaluz foi doado por sua tia materna, Maria Bárbara do Vadre de Almeida Castelo Branco, Açafata da Princesa do Brasil. Além do título, cedeu-lhe outros serviços de seu marido, António Luís Maria de Mariz Sarmento, 1.º Barão de Andaluz e 1.º Visconde de Andaluz, por Escritura Pública de 30 de Janeiro de 1840. O título foi nele renovado por duas vidas, por Decreto de D. Maria II de Portugal de 14 de Fevereiro de 1840.
Foi Deputado pelo Círculo Eleitoral de Santarém na Legislatura de 1851-1852, de que prestou juramento a 24 de Maio de 1852. No curto período de tempo que esteve na Câmara dos Deputados, uma vez que a Legislatura terminou a 24 de Julho de 1852, subscreveu dois Requerimentos, pedindo que fossem remetidas, com urgência, as Representações que a Câmara Municipal de Santarém tinha feito nesta e noutras Legislaturas, para que o Governo fosse autorizado a pagar-lhe um crédito que tinha sobre o Tesouro, e outro pedindo que o Governo mandasse examinar os estragos causados pelas inundações do Rio Tejo na Golegã, e elaborar o plano e orçamento necessários para obstar a que futuras inundações destruíssem os campos daquela vila.